# Айтматов, Аскар Чингизович
Аскар Чингизович Айтматов (род. 5 января 1959, Фрунзе) — советский, киргизский дипломат и государственный деятель. Сын писателя Чингиза Айтматова.

## Биография
Окончил Институт стран Азии и Африки при МГУ (1981) по специальности «историк-востоковед». Владеет английским, турецким, французским языками.
В 1982—1990 годах сотрудник Министерства иностранных дел СССР.
В 1990—1992 годах — заведующий Информационно-политическим отделом Министерства иностранных дел Кыргызстана.
В 1992—1994 годах — заместитель министра иностранных дел Кыргызстана.
В 1994—1996 годах — и. о. постоянного представителя Кыргызстана при ООН.
В 1996—1998 годах — советник президента Кыргызстана Аскара Акаева.
В 1998—2002 годах — заведующий отделом внешней политики Администрации президента Кыргызстана.
В 2002—2005 годах — министр иностранных дел Кыргызстана.
С 2005 года — директор Международного фонда Евразийских инициатив.
Ныне президент МОО «Иссык-Кульский форум имени Чингиза Айтматова».
Живёт в Бишкеке.